# Wieś fryderycjańska
Wieś fryderycjańska – typ wsi zakładany w XVIII i początkach XIX wieku we wschodnich Prusach w ramach kolonizacji fryderycjańskiej.
Kolonizacja fryderycjańska odegrała ważną rolę w germanizacji wschodnich terenów Prus, zwłaszcza nowo podbitych obszarów, jak np. ziem Górnego Śląska. W samym tylko roku 1763 osiedlono na Górnym Śląsku 61 tysięcy, zaś przez następne 40 lat około 110 000 Niemców.
Akcja osadnicza zainicjowana przez króla Prus Fryderyka II miała na celu wykorzystanie gospodarcze nieużytkowanych dotąd terenów (bagna, lasy) oraz trwałe przywiązanie kolonizowanych obszarów z państwem pruskim poprzez ściągnięcie niemieckojęzycznych bądź protestanckich osadników. W ramach akcji przeprowadzono gruntowne reformy administracyjne mające na celu rozwój rolnictwa i przemysłu. Dzielono królewszczyzny i na ich terenach budowano nowe wsie, sprowadzano do nich przeważnie ewangelicką ludność z Prus, ale także z Habsburskiej Austrii, Czech i Węgier. Wsie charakteryzowały się zróżnicowaniem gospodarki: osadzano tam bogatych chłopów, ale istniały też małe osady jako zaplecze dla większych gospodarstw.
Powstawały również osady przemysłowe i osady dla robotników leśnych (drwali) dostarczających drewno do nowo powstających hut (np. Antoniów koło Opola dla huty w Jedlicach).
Osady były budowane w oparciu o fryderycjański regulamin według sporządzonych projektów. W przeciwieństwie do typu wsi łanowej i niwowej rozplanowanie zabudowy wymagało zatrudnienia architekta. Wsie takie mają często regularne i geometryczne kształty, przeważnie były to równomierne parcele wzdłuż jednej drogi (np. Niwki k. Opola czy też wspomniany Antoniów), ale też z rozplanowaniem o kształcie rombu, trójkąta, jak i gwiazdy (np. Nowosolna, Pokój) Starano się, aby były niepowtarzalne.
Występowała szachownica gruntów, ale wynikała z różnej jakości gleb. Układ gruntów – indywidualny.
Zbliżona do kolonizacji fryderycjańskiej była kolonizacja józefińska, przeprowadzane na ziemiach zaboru austriackiego (tereny górskie, wyżynne). Występował tam jednak inny układ gruntów.